# 58691 Luigisannino
58691 Luigisannino è un asteroide della fascia principale. Scoperto nel 1998, presenta un'orbita caratterizzata da un semiasse maggiore pari a 2,5575125 au e da un'eccentricità di 0,0675820, inclinata di 4,83033° rispetto all'eclittica.
L'asteroide è dedicato all'astronomo amatoriale italiano Luigi Sannino.